# Sahure
Sahure a fost un faraon al Regatului Vechi al Egiptului.

| A V-a Dinastie Egipteană |        |                            |
| Predecesor Userkaf       | Sahure | Succesor Neferirkare Kakai |